# Anna Spier
Anna Spier, geborene Kaufmann (* 16. Juli 1852 in Frankenthal in der Pfalz; † 28. Dezember 1933 in Göttingen) war eine jüdische, freidenkende Schriftstellerin und Kunstkritikerin.
1869 trat sie in Wolfenbüttel ins Breymannsche Institut ein, einer Privatschule für Mädchen.
Anna Spier heiratete am 16. September 1872 in Segnitz den Politiker Samuel Spier.
Anna Spier hatte drei Kinder mit Samuel, die alle in Segnitz geboren wurden: Die am 3. November 1873 geborene Maria Sara starb am 16. April 1875 und wurde auf dem jüdischen Friedhof zu Heidingsfeld beerdigt. Der einzige Sohn Oscar Benedict, kam am 29. März 1875 zur Welt und wurde Rechtsanwalt (1940 in Frankfurt von den Nazis in den Tod getrieben). Die Tochter, Else Caroline, geboren am 14. November 1876, zog am 1. April 1905 von Frankfurt nach Falkenstein, und starb nach Auskunft des Amtsgerichts (Nachlassgericht) Frankfurt am Main am 27. April 1921 in Göttingen.
1881 zog die Familie nach Frankfurt am Main.
Anna Spier war mit zahlreichen Künstlern und Persönlichkeiten wie Ludwig Pfau, Hans Thoma, Franz von Lenbach, Edgar Hanfstaengl, Elly Heuss-Knapp sowie besonders mit dem Ehepaar Helene Böhlau/Friedrich Arnd befreundet und stand in regem brieflichen Austausch mit ihnen.
Sieben Jahre nach dem Tode von Samuel Spier heiratete sie am 24. August 1910 in zweiter Ehe den Mediziner und Chemiker Erich Meyer (1874–1927), der nacheinander in Straßburg, München und Göttingen Kliniken leitete und unter anderem für seine Forschungen über die Diurese und als Herausgeber wichtiger medizinischer Fachliteratur zur Mikroskopie und Chemie am Krankenbett und Therapeutische Halbmonatshefte bekannt ist.

## Werke
- A. Spier: Hermann Kaulbach, in: Velhagen & Klasings Monatshefte ; 9 (1894/95),	409–427.
- A. Spier: Begleittext zu Anton Burger. Gravuren nach Originalen des Meisters, in: Die Kunst unserer Zeit, München : Hanfstaengl, 1894. S. 57–80
- A. Spier: Hans Thoma. Ein Portrait. Heinrich Keller, Frankfurt a. M. 1900.
- A. Spier: Hans Thoma. in: Die Kunst unserer Zeit. 11. Jahrgang. 1. Halbband. Franz Hanfstaengl, München 1900, S. 61–112. (Textarchiv – Internet Archive).
- Anna Spier: Franz von Lenbach, in: Kunst unserer Zeit. Jg. 16 (1905), H. 2, München: Hanfstaengl: 1905, S. 151–170
- Anna Spier: Gustav Schönleber, in:  Kunst für alle : Malerei, Plastik, Graphik, Architektur . - München : Bruckmann ; München : Verl.-Anst. für Kunst u. Wissenschaft, 1886–1943. - Bd. 30 (1914/15), S. 361–370. doi:10.11588/diglit.13093.78